# Rick Wills

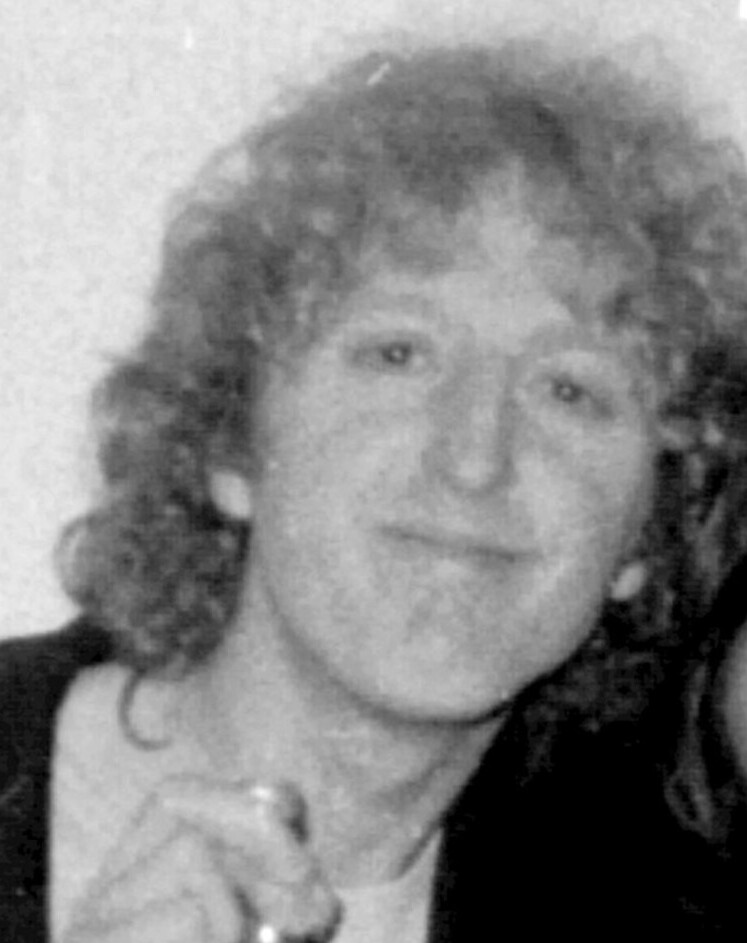
Rick Wills, 1978

Richard „Rick“ Wills (* 5. Dezember 1947 in London) ist ein britischer Rockbassist. Er war langjähriges Mitglied der Rockband Foreigner.

## Karriere
Wills spielte zwischen 1966 und 1968 neben David Gilmour und Dick Parry in der Bluesrock-Band „Joker's Wild“. Als sich die Band nach dem Weggang Gilmours zu Pink Floyd auflöste, wurde er Bassist von Peter Frampton, mit dem er bis 1975 zusammenarbeitete. Nachdem er 1977 kurzzeitig Mitglied der Small Faces war, schloss er sich 1979 Foreigner an. Wills war bis 1992 insgesamt 14 Jahre lang Bassist der Band. Nach seinem Ausscheiden bei Foreigner war er bis 1998 Mitglied der Bad Company.
Mitte der 2000er Jahre war er Mitglied der Jones Gang um Kenny Jones.

## Diskografie (Auswahl)
- 1973: Smokin’ – Humble Pie
- 1973: Frampton's Camel – Peter Frampton
- 1976: Let's Stick Together – Bryan Ferry
- 1976: Viva! – Roxy Music
- 1977: Down to Earth – Sutherland Brothers & Quiver
- 1977: Playmates – Small Faces
- 1978: David Gilmour – David Gilmour
- 1981: 4 – Foreigner
- 1984: Agent Provocateur – Foreigner
- 1987: Inside Information – Foreigner
- 1989: Mick Jones  – Mick Jones
- 1996: Stories Told & Untold – Bad Company
- 1998: Shows the Way – Peter Frampton
- 2005: Any Day Now – Jones Gang